# Tobias Michael Carel Asser
Tobias Michel Karel Asser, nizozemski odvetnik, nobelovec, * 28. april 1838, † 29. julij 1913, Haag, Nizozemska. 
Bil je profesor prava judovskih korenin. Leta 1911 je bil nagrajen z Nobelovo nagrado za mir (skupaj z Alfredom Friedom) za njegovo delo pri formiranju trajnega mednarodnega sodišča za arbitražo, kar se je zgodilo na prvi haški konferenci leta 1899.

## Življenje
Tobias Michel Karel Asser je bil rojen 28.aprila 1838 v Amsterdamu na Nizozemskem. Bil je sin Carela Daniela Asserja (1813–85), in vnuk Carela Asserja (1780-1836). Asser je študiral pravo v Amsterdamski univerzi in Leiden univerzi in bil kasneje tudi profesor na amsterdamski univerzi.
Asser je soustanovitelj pravne revije Revue de Droit International et de Législation Comparée skupaj z Johnom Westlakeom in Gustavom Rolin-Jaequemyns. Je tudi soustanovitelj Institut de Droit International. leta 1873.
Bil je nizozemski delegat na obeh haških konferencah tako leta 1899 in 1907. Na prvi haški konferenci je pomembno prispeval k formiranju mednarodne arbitraže. Bil je tudi eden prvih razsodnikov leta 1902, ko je mednarodno arbitražno sodišče pričelo s prakso. Pomembno je tudi vplival pri ustanavljanju bodoče ustanove, ki bi hranila in negovala znanje mednarodnega prava. Ko je dejansko bila postavljena Haška akademija mednarodnega prava, ga ni bilo več med živimi.
Asser je umrl 29.julija 1913 v Haagu.

## Dediščina
V njegov spomin so poimenovali TMC Asser Inštitut v Haagu na Nizozemskem. Gre za raziskovalni inštitut, ki se ukvarja s polji javnega in zasebnega mednarodnega prava, evropskega prava in mednarodnega trgovinskega prava.